# TSV Veddel

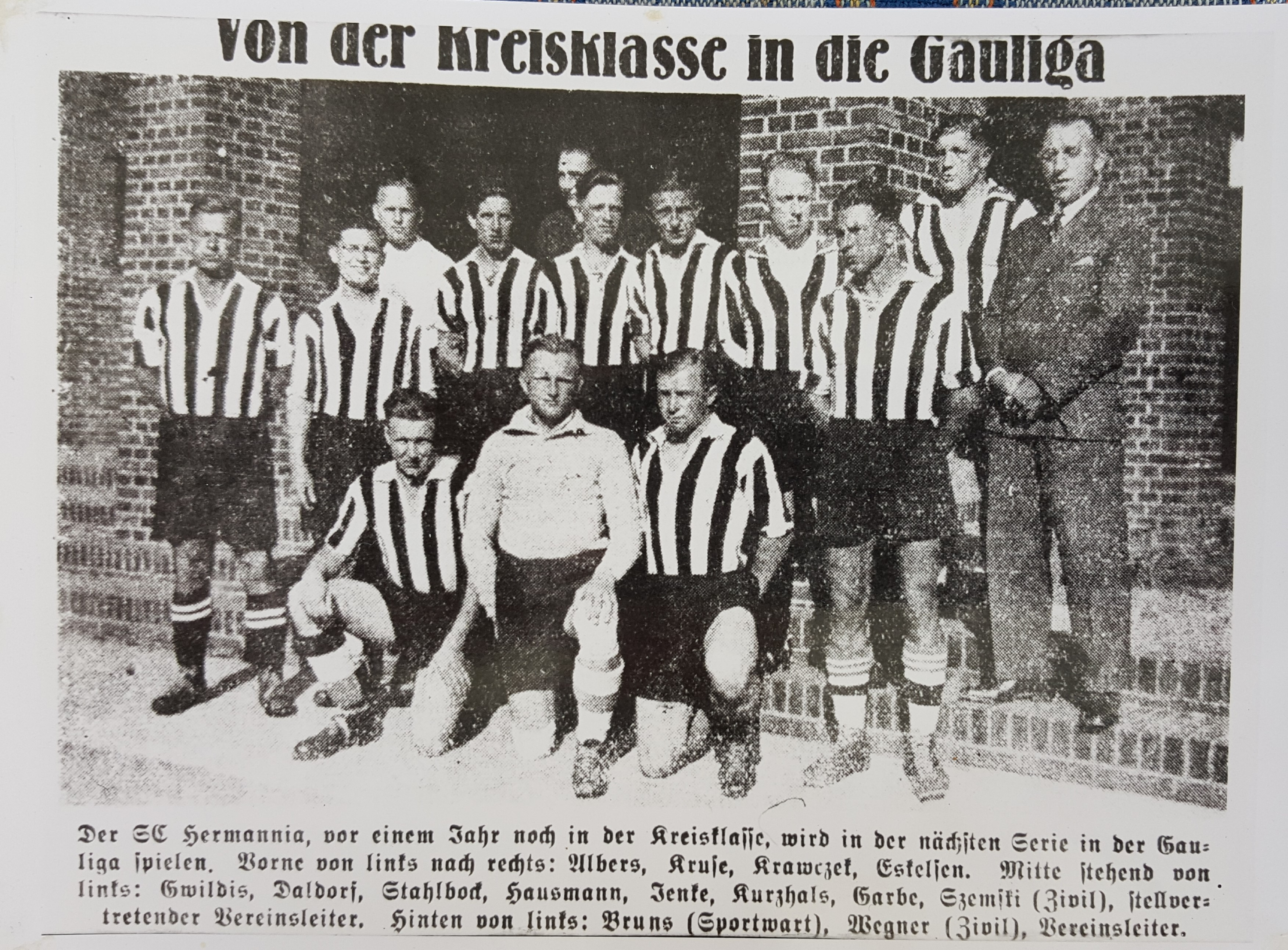
Mannschaftsaufnahme am Ende der Kreisliga Saison.

Der TSV Veddel war ein Sportverein aus dem Hamburger Stadtteil Veddel. Die erste Fußballmannschaft spielte ein Jahr in der höchsten hamburgischen Amateurliga. Die Feldhandballer brachten es gar bis in die Oberliga Nord, die damals höchste deutsche Spielklasse.

## Geschichte
Am 21. Januar 1888 wurde der Veddeler TV 1888 von 34 Turnern gegründet. Er musste 1892 seine Aktivitäten wegen der Cholera-Epidemie vorübergehend einstellen. Der Klub fusionierte am 11. Januar 1939 mit dem SC Hermannia Veddel zum Veddeler TSV Hermannia. Hermannia Veddel wurde am 31. März 1901 als FC Hansa Veddel gegründet, benannte sich 1903 in FC Hermannia Veddel und 1905 in SC Hermannia Veddel um und erweiterte sein Sportangebot um Disziplinen wie Wandern, Schießen, Schleuderball und Schlagball. Zwischen 1943 und 1945 bildete der Veddeler TSV Hermannia eine Kriegsspielgemeinschaft mit dem SK Komet Hamburg. Am 16. August 1945 schlossen sich Mitglieder der 1933 als Arbeitersportverein verbotenen Freien Turnerschaft Veddel dem Veddeler TSV Hermannia an, der später den Namen TSV Veddel annahm.

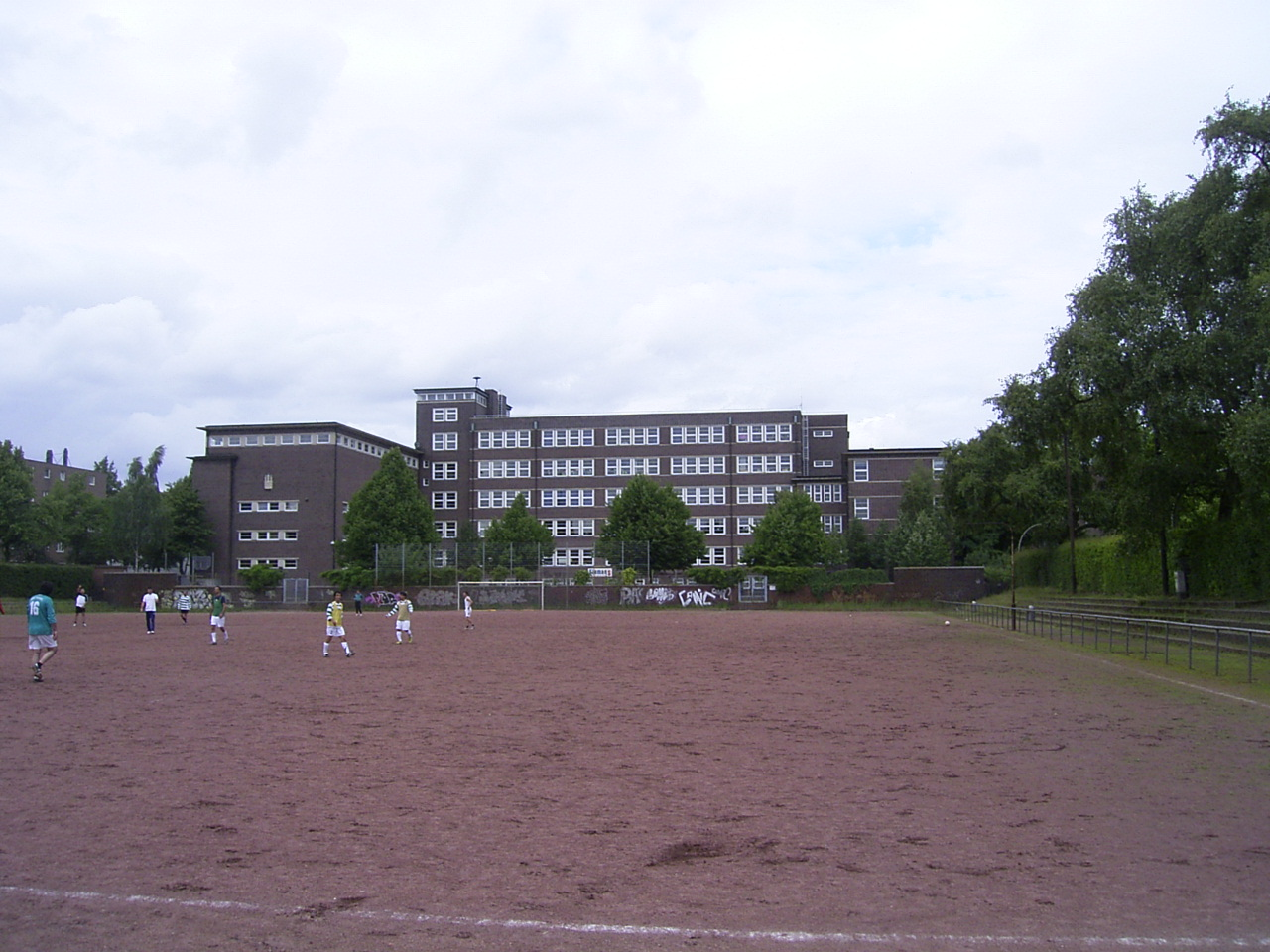
Der Sportplatz der damaligen Volksschule Veddel war seit 1955 die Heimat der Fußballer und Handballer des TSV Veddel.

Die Fußballer des SC Hermannia Veddel erreichten als Sieger der Staffel Hammonia der Fußball-Bezirksklasse Groß-Hamburg im Jahr 1935 die Aufstiegsrunde zur Gauliga Nordmark. Da vier Mannschaften punktgleich waren, wurde eine Entscheidungsrunde angesetzt, in der die Hermannia gegenüber Phönix Lübeck den Kürzeren zog. Der Verein verblieb bis 1943 in der Zweitklassigkeit und bildete dann mit dem SK Komet Hamburg eine Kriegsspielgemeinschaft, welche den Startplatz von Komet in der Gauliga Hamburg 1943/44 einnahm.
Nach dem Zweiten Weltkrieg wurde der TSV Veddel in die zweitklassige 1. Klasse Elbe eingruppiert, aus der die Mannschaft prompt abstieg. Nach dem direkten Wiederaufstieg folgte der Durchmarsch in die Amateurliga Hamburg. Hier hielt sich der TSV nur für ein Jahr und musste 1949 wieder absteigen. Im Jahre 1962 stiegen die Veddeler aus der Verbandsliga Hansa ab und verschwanden auf Bezirksebene.
Auch Feldhandball wurde an der Slomanstraße – der Platz wurde im Januar 1955 eingeweiht – erfolgreich gespielt. 1951 stieg die Herren-Mannschaft in die Oberliga Nord, damals die höchste deutsche Spielklasse, auf. In der Halle, in der es noch keine Oberliga gab, spielte man zeitgleich in der I. Division, der höchsten Hamburger Spielklasse. Der Veddeler Torhüter Löh gehörte zur Hamburger Auswahlmannschaft, die 1952 durch einen 13:12-Erfolg gegen die Bremer Auswahl den norddeutschen Pokalwettbewerb gewann. Neben Löh wurden auch der Verteidiger Schierholz und der Stürmer Christens in die Hamburger Auswahl berufen. 1957 gelang es, den Turnverein Hassee-Winterbeck auszuschalten und die Endrunde der deutschen Handballmeisterschaft zu erreichen. Nach dem Abstieg aus der Oberliga spielten die Veddeler in den 1960er Jahren in der Stadtliga.
Neben den erfolgreichen Fuß- und Handballern gab es auch eine Turnabteilung, die in den 1950er Jahren an den Reihenkämpfen des Verbandes teilnahm.
Am 1. Juli 1974 fusionierte der TSV Veddel mit Viktoria Wilhelmsburg zum TSV Viktoria Wilhelmsburg-Veddel. Im Jahre 2003 fusionierte dieser Verein mit dem Wilhelmsburger SV 93 und dem TV Jahn Wilhelmsburg zum SV Wilhelmsburg.